# Antoine Depage
Pour les articles homonymes, voir Depage.
Antoine Depage est né à Boitsfort le 28 novembre 1862 et est mort à La Haye le 10 juin 1925. Il fut un chirurgien et sénateur belge. Il dirigea aussi la Croix-Rouge de Belgique, créa la première école laïque d'infirmières diplômées en Belgique, dirigea l'hôpital de l'Océan pendant la Première Guerre mondiale et fut un des fondateurs du scoutisme en Belgique.
C'est sa rencontre avec le professeur Jules Thiriar qui fut le premier grand tournant de sa vie et le départ de sa future notoriété.

## Biographie

### Études
Après l'enseignement primaire, Antoine est envoyé, en internat, à l'athénée de Tournai où il se montre, à tel point, indiscipliné qu'il en est renvoyé.
Ses études secondaires péniblement achevées, il s'occupe, un temps, d'aider son père dans la gestion de la ferme avant d'entreprendre, en 1880 des études de médecine à l'Université libre de Bruxelles.
Après des débuts médiocres, il reçoit le « feu sacré » lorsqu'il est attaché, comme étudiant externe, au service de chirurgie de l'hôpital Saint-Pierre dirigé par Jules Thiriar. Il obtient son doctorat en médecine avec la mention summa cum laude en 1887 non sans avoir rédigé un premier mémoire qu'il intitule De l’intervention chirurgicale dans la lithiase biliaire et qui lui vaut d'être récompensé, en 1886, par le prix Louis Seutin de la Société royale des Sciences médicales et naturelles de Bruxelles.

### Vie publique

#### Profession
Dès le départ de sa carrière professionnelle, il est pris en charge de formation pratique par Paul Héger. Ce dernier va même lui confier, en 1889, les soins à prodiguer à son père Constantin Héger.
En 1888, il est nommé assistant au service des autopsies de l’hôpital Saint-Pierre. Sur les conseils de Paul Héger, il part, alors, pendant quinze mois se spécialiser à Leipzig d'abord, à Vienne ensuite et, enfin, à Prague où il élabore une thèse d'agréation sur la tuberculose osseuse qu'il présente, en 1890, devant la faculté de médecine de l'Université libre de Bruxelles avec, à la clé, un titre d'agrégé de cette université.
Parallèlement à son activité médicale fondamentale, il participe à la création de la Société belge de chirurgie et fonde, en 1898, L’année chirurgicale, une revue scientifique consacrée à la littérature chirurgicale, et, en 1902, devient un des fondateurs de la Société internationale de chirurgie ainsi que, jusqu'en 1912, son premier secrétaire tout en organisant en 1905, 1908 et 1911 les trois premiers congrès internationaux de cette société à Bruxelles avant d'être nommé président du 4e congrès international à New York en avril 1914.
En 1905, au no 29 de la place Georges Brugmann à Ixelles il fait construire, par l'architecte Jean-Baptiste Dewin, un institut de chirurgie : l'institut Berkendael. Seules des infirmières laïques y sont employées et Edith Cavell en devient l'infirmière en chef en 1907. Le 10 octobre de la même année, pour pallier le fait qu'il est obligé de chercher, à l'étranger, les infirmières qu'il emploie, Antoine Depage fonde, dans quatre maisons contiguës — nos 143 à 149 — de la rue de la Culture à Ixelles, une des premières écoles laïques qui enseignent les soins infirmiers : l'École belge d’infirmières diplômées. Edith Cavell en est la première directrice générale et Marie Depage, son épouse, la directrice financière. L'école déménage, en 1914, à l'endroit de l'actuelle clinique Edith Cavell.
Le 14 décembre 1909, avec Jules Thiriar, Antoine Depage procède, en urgence, à l'opération du roi Léopold II atteint d'un cancer du côlon. Cette maladie emporte, malgré tout, le souverain trois jours plus tard.
En 1912, il succède à Jules Thiriar comme professeur de clinique chirurgicale à l'hôpital Saint-Pierre et est nommé professeur de pathologie externe à l'Université libre de Bruxelles.

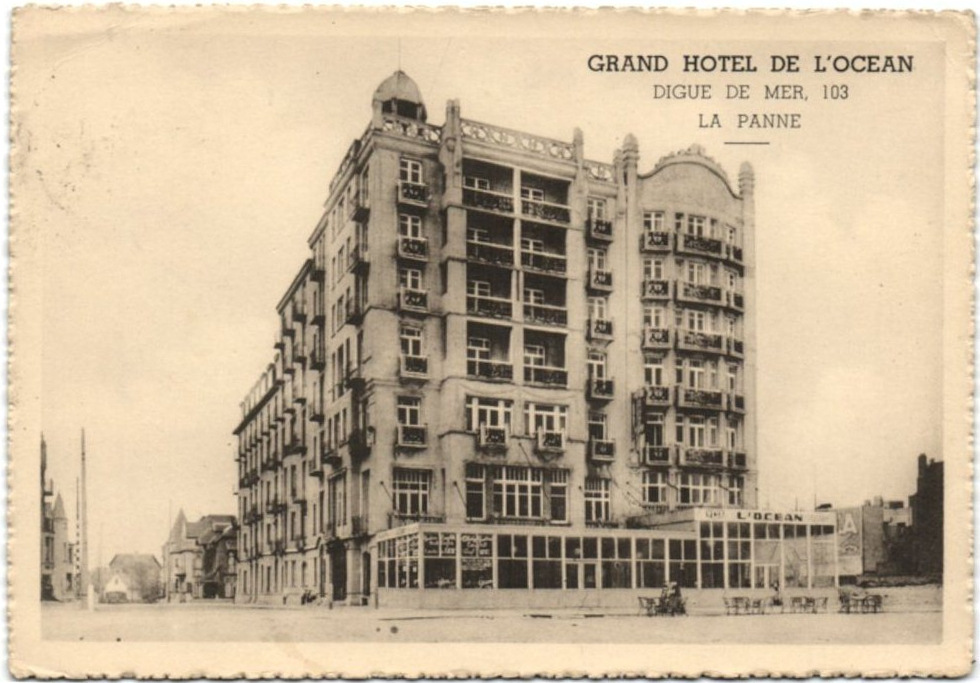
Le Grand Hôtel de l'Océan à La Panne (Belgique) vers 1906.

Cependant, ces deux occupations seront de courte durée. Dès le début de la Première Guerre balkanique (1912-1913), quatre ambulances sont envoyées, à l’initiative du docteur Depage, par la Croix-Rouge de Belgique : une en Turquie, une autre en Bulgarie et deux en Serbie.
Depage prend la tête de l'ambulance en Turquie. Son équipe médicale sur place à l'hôpital de Tach Kichla à Constantinople comprend les docteurs F. Neuman, Le Boulengé et De Nève ainsi que Joseph Van de Velde, un élève en 3e année de doctorat. Marie Depage est aussi à ses côtés, comme infirmière, ainsi que son fils ainé Pierre, comme ambulancier. En plus des soins de médecine d'urgence à prodiguer aux blessés, cette équipe doit faire face à une épidémie de choléra.

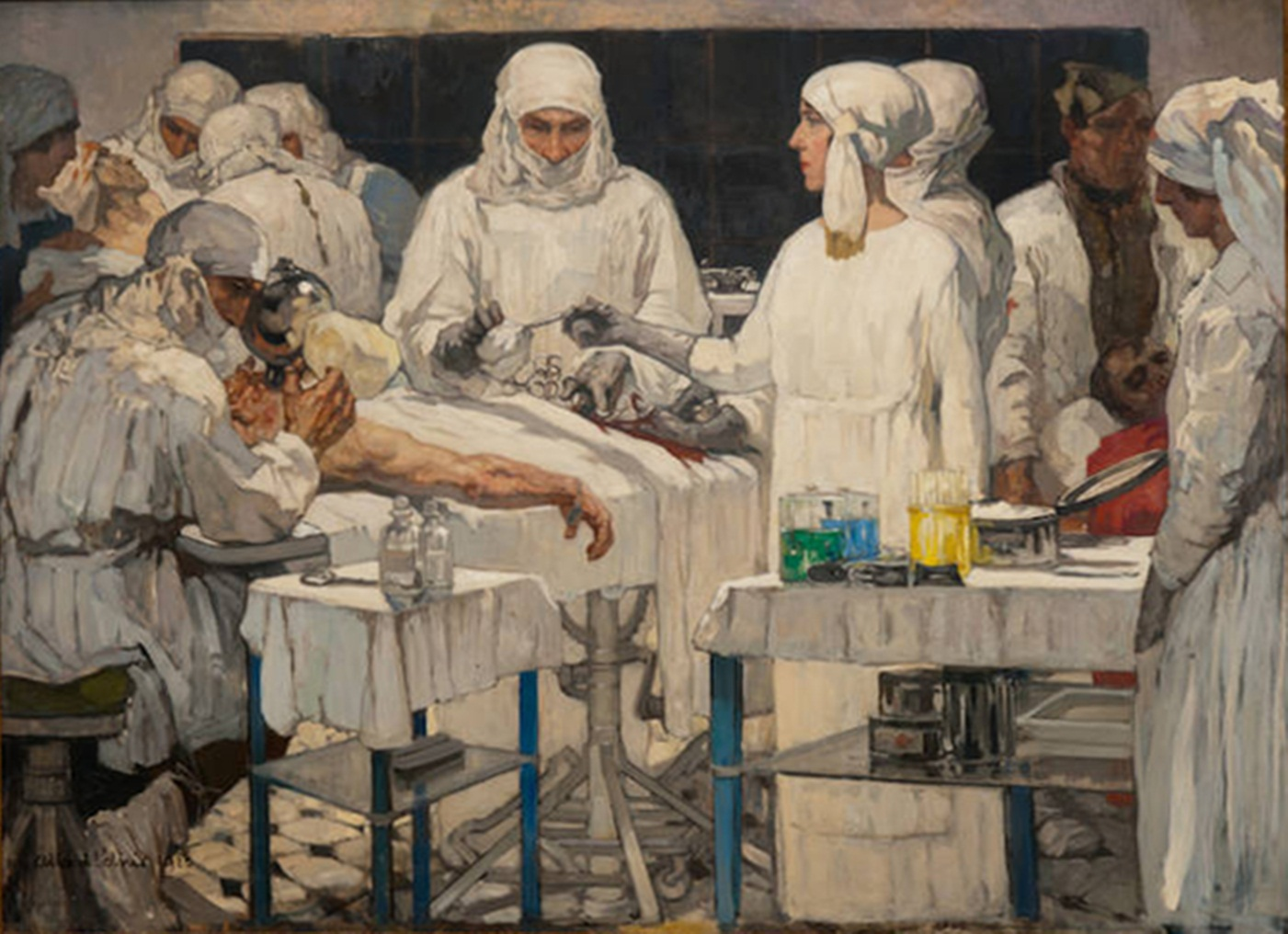
S.M. la Reine assistant le chirurgien Antoine Depage durant une opération à l'Ambulance de l'Océan pendant la Première Guerre mondiale. Toile de Fernand Allard l'Olivier.

C'est la Première Guerre mondiale qui favorise sa plus grande renommée. Dès le 4 août 1914, et à la demande d'Élisabeth de Belgique, le docteur Depage prend en mains l'organisation hospitalière que les règlements dévoluent [pas clair]à la Croix-Rouge de Belgique mais qui est totalement dépassée.
En collaboration avec le docteur Louis Le Bœuf il crée, dans une aile du palais royal, une ambulance de 1 000 lits qui ne servira guère, la Deutsches Heer investissant Bruxelles dès le 20 août 1914.
Obligé de fuir devant l'avance de l'armée impériale allemande, il fuit la Belgique occupée et, dès novembre 1914, monte une ambulance de 350 lits à l'institut Jeanne d'Arc à Calais.
Sur demande du roi Albert 1er, il rejoint le quartier général de l'armée belge établi à La Panne et y met sur pied, avec l'aide de Marie Depage, dès novembre 1914, l'hôpital de l'Océan, nom issu du nom de l’Hôtel de l'Océan réquisitionné et situé à front de mer, auquel vont pouvoir s'adjoindre des baraquements qui feront passer en quelques mois la capacité de l'ambulance de 200 à 1,200 lits puis, aux moments les plus forts de la guerre, à 2,000 lits. En 1915, Marie Depage part pour une tournée de trois mois aux États-Unis afin de récolter des fonds pour alimenter l'hôpital de l'Océan. Après deux mois, elle a déjà récolté ~ 100 000 USD lorsque, apprenant que Lucien, son deuxième fils âgé alors de 17 ans, rejoint son frère aîné sur le front, elle décide de revenir en Belgique libre. Elle meurt le 7 mai 1915, dans le naufrage de son bateau, le RMS Lusitania, torpillé par un sous-marin allemand.
Du 18 décembre 1914 au 15 octobre 1919, pas moins de 19 375 militaires belges furent hospitalisés dans l'hôpital de l'Océan.
En 1920, Antoine Depage est nommé Président de la Croix-Rouge de Belgique et, en 1924, il fonde la Croix-Rouge du Congo.
Il est également, en 1924, un des promoteurs de la Ligue nationale belge contre le Cancer après être devenu, en 1923, le premier directeur du département de chirurgie de l'hôpital Brugmann.

#### Convictions
En dehors, de ses activités professionnelles, il devient rapidement un membre des loges maçonniques de Bruxelles. Initié dès 1891 auprès de la loge Les Vrais Amis de l'union et du progrès réunis, il passe aux Les Amis philanthropes avant de devenir, en 1911, un des fondateurs des Amis philanthropes no 3.
Membre du Parti libéral, il est élu, en 1908, conseiller communal à Bruxelles et rédige avec ses amis Paul Vandervelde et Victor Cheval La Construction des hôpitaux prônant une politique hospitalière en rapport avec les exigences d’une population en perpétuelle croissance. En mai 1920, il devient sénateur, représentant pour l'arrondissement administratif de Bruxelles, et le reste jusqu'aux élections législatives d'avril 1925.
Toujours en quête d'améliorations sociales, il crée,en 1912, avec Marie Depage et quelques amis, le premier mouvement des Boy-scouts de Belgique inspiré de l'œuvre de Robert Baden-Powell. Il en préside le comité exécutif pendant qu'elle traduit les ouvrages du fondateur tout en assurant les relations publiques.

#### Personnalité
Personnage public et souvent médiatisé, Antoine Depage a un esprit d'entrepreneuriat social, comme l'atteste la création d'une clinique chirurgicale privée ou celle d'une des premières écoles laïques qui enseigne les soins infirmiers en Belgique, qu'il met au service de la collectivité. Cet esprit est aussi concrétisé par la création du mouvement des Boy-scouts de Belgique.
Son altruisme et sa capacité de mettre rapidement en œuvre des structures opérationnelles sont révélées par la création de diverses ambulances pendant la Première Guerre balkanique et la Première Guerre mondiale.
Son opiniâtreté à faire valoir ses vues ainsi que son refus de l'autorité hiérarchique et son indiscipline vis-à-vis de celle-ci lui valent de nombreux démêlés avec l'administration militaire et ses supérieurs en grade tout au long de l'existence de l'hôpital de l'Océan.

### Vie privée

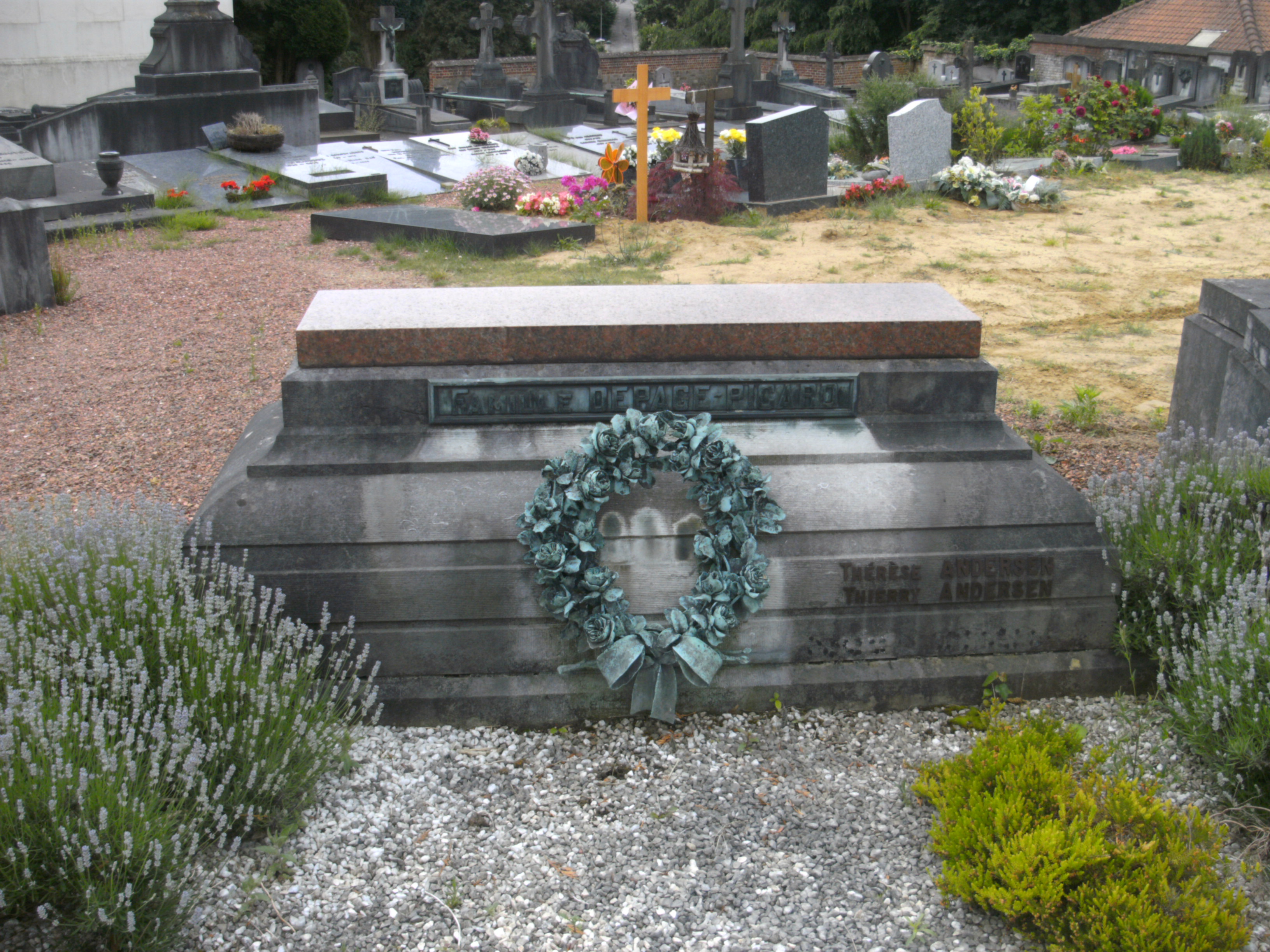
Sépulture d'Antoine et Marie Depage à Watermael-Boitsfort.

Né le 28 novembre 1862, Antoine Depage est le fils de Frédéric Depage et d'Élisabeth La Barre des exploitants agricoles établis à Boitsfort en lisière de la forêt de Soignes.
Dans ses jeunes années, ses loisirs consistent principalement à courir la forêt en compagnie de ses six frères et des fils de son voisin, Ernest Solvay.
En 1889, il rencontre au chevet de Constantin Héger sa petite-fille, Marie Picard — qui mourra le 7 mai 1915 dans le torpillage du RMS Lusitania — qu'il épouse le 8 août 1893 et avec qui il a trois fils : Pierre, Lucien et Henri. Elle le soutient et l'assiste dans tous les combats.
Malade, il meurt, le 10 juin 1925 à La Haye, des suites d'une opération chirurgicale.

### Funérailles
Le docteur Depage est inhumé le 13 juin 1925, au côté de Marie Depage, dans le caveau familial du cimetière de Boitsfort. Le Sénat lui rend hommage lors de la séance du mardi 23 juin 1925.

### Œuvres didactiques
Liste non exhaustive :
- Antoine Depage, De l'intervention chirurgicale dans la lithiase biliaire, Molenbeek-Saint-Jean (Bruxelles), Imprimerie Hayez, 1887, 80 p., in-8° (KBR code 68_224874)  — Mémoire de 1886 couronné par le Prix Seutin de la Société royale des sciences médicales et naturelles de Bruxelles.
- Antoine Depage, Contribution à l'étude du rein kystique, Bruxelles, H. Lamertin, 1895, 11 p. (OCLC 642597204)  — Réimprimé du no 5 des Annales de la société belge de chirurgie.
- Antoine Depage, Pénétration de l'air dans une veine au cours d'une intervention chirurgicale, Bruxelles, S.I., 1896, 14 p. (OCLC 123516398)
- Antoine Depage, E Bouffart et L Mayer, La chirurgie des ptoses viscérales, Bruxelles, A. Lesigne, 1904, 150 p. (OCLC 14805650)  — Rapport présenté à la Société belge de chirurgie à la séance extraordinaire de 1904.
- Antoine Depage et L Mayer, De la résection délibérée des uretères et de la paroi vésicale dans les cas de cancer étendu de la matrice, Bruxelles, A. Lesigne, 1904, 34 p., in-8° (OCLC 494182779)  — Extrait du Journal médical de Bruxelles de 1904.
- Antoine Depage, Du rôle de la cavité péritonéale dans la statique de l'abdomen, Molenbeek-Saint-Jean (Bruxelles), Imprimerie Hayez, 1904, 21 p., in-8° (OCLC 492526784)  — Extrait du tome 13 des annales de la Société royale des sciences médicales et naturelles de Bruxelles.
- Antoine Depage, La Chirurgie réparatrice de la face, Paris, Association française de chirurgie, 1905, 128 p. (OCLC 34226501)  — Comptes rendus du 18e Congrès français de chirurgie de 1905.
- Antoine Depage, Valeur clinique de l'examen du sang, Molenbeek-Saint-Jean (Bruxelles), Imprimerie Hayez, 1905, 128 p., in-8° (OCLC 494182827)  — Rapport au 1er Congrès de la Société internationale de chirurgie en 1905.
- Antoine Depage, Paul Vandervelde et Victor Cheval, La construction des hôpitaux : Étude critique, Bruxelles, Misch & Thron, 1909 (réimpr. 1912), 455 p., in-8° (OCLC 459179355, BNF 32017250) (KBR code II 92.728 A)
- Antoine Depage, Traitement du cancer du sein, Angers, S.I., 1910, 22 p. (OCLC 230971676)
- Antoine Depage et L Mayer, Traitement chirurgical du cancer du rectum, Molenbeek-Saint-Jean (Bruxelles), Imprimerie Hayez, 1912, 19 p. (OCLC 494182725) (KBR code 67_283035)  — Rapport présenté à la Société belge de chirurgie à la séance extraordinaire du 29 juin 1912 et extrait du no 7 des annales de la Société belge de chirurgie, 1912.
- Antoine Depage, A.-P. Dustin et Georges Debaisieux, Ambulance de l'Océan. La panne, Paris, Éditions Masson, 1917, 303 p., in-8° (OCLC 368475084, BNF 32017249) (KBR code III 72.160 B)

### Distinctions et honneurs
- Docteur honoris causa des universités de Sheffield, de Yale et de Budapest ;
- membre correspondant de la Société nationale de chirurgie ;
- médecin major-général à vie dans la réserve militaire ;
- grand officier dans la catégorie « Civil » de l'Ordre de Léopold ;
- croix de guerre 1914-1918 belge et française ;
- croix militaire de 1re classe ;
- médaille interalliée de la victoire ;
- médaille de l'Yser ;
- médaille commémorative de la guerre 1914-1918 ;
- médaille du roi Albert ;
- croix civique de 1re classe ;
- commandeur de l'Ordre national de la Légion d'honneur ;
- commandeur de l'Ordre du Bain ;
- commandeur de l'Ordre de Sainte-Anne ;
- commandeur de l'Ordre de l'Aigle blanc de Serbie avec glaives ;
- Médaille de la Reconnaissance française ;
- Distinguished Service Medal.

## Mémoire

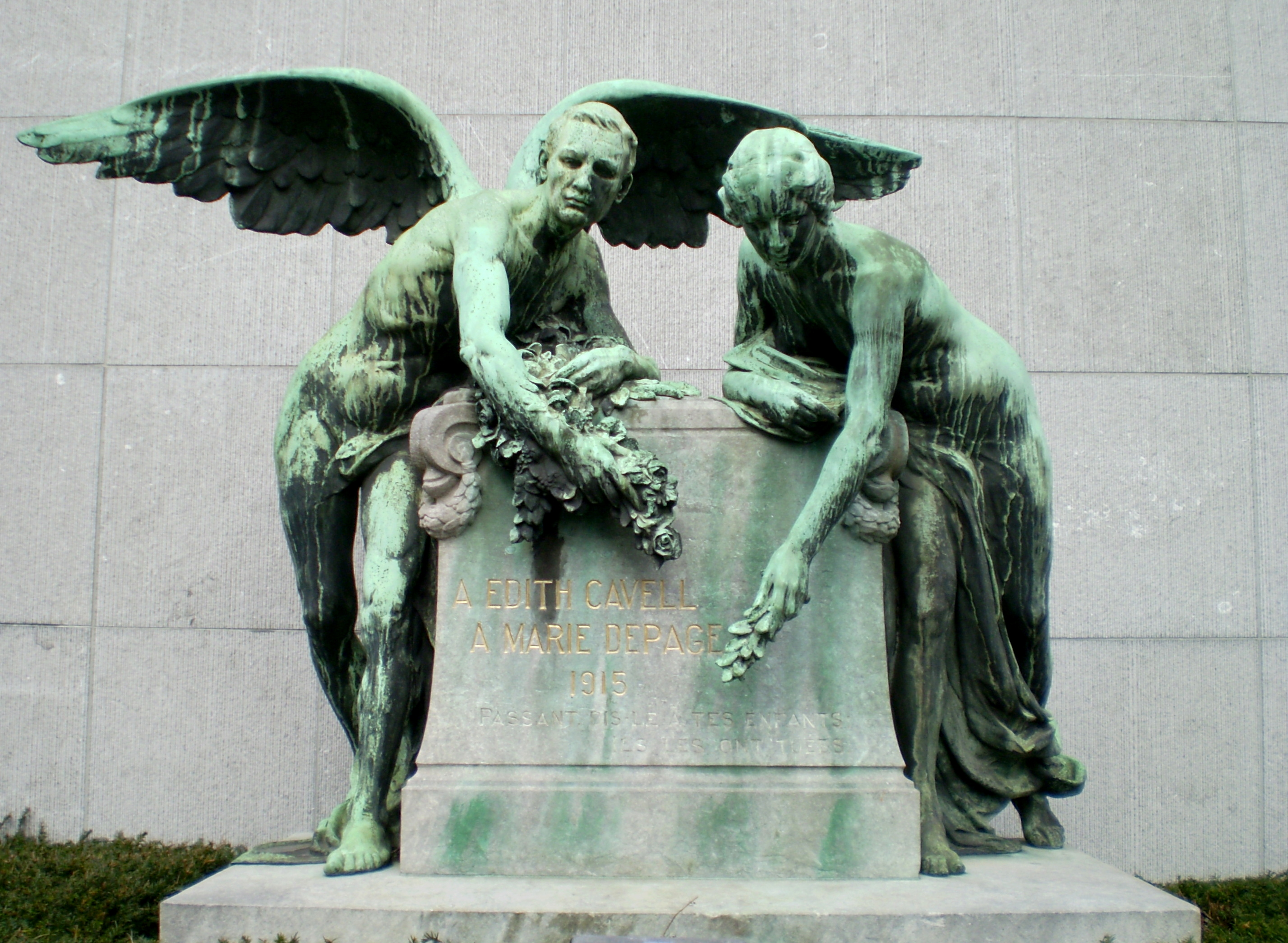
Monument à Edith Cavell et Marie Depage à Uccle (Bruxelles), œuvre de Paul Du Bois (1920).

- À Saint-Gilles, une clinique, située avenue Henri Jaspar, porte son nom ;
- à Laeken, une des cinq nouvelles ailes du centre hospitalier universitaire Brugmann porte son nom ;
- à Ixelles, un monument en bronze au pied de l'Institut médico-chirurgical de la Croix-Rouge, au coin de la place Georges Brugmann et de la rue Stallaert ;
- une avenue jouxtant le campus du Solbosch de l'université libre de Bruxelles située, à la fois, sur les territoires de la ville de Bruxelles et de la commune d'Ixelles porte son nom ;
- à La Panne, l'ancienne rue des Artistes, perpendiculaire à la digue de mer et qui longeait l'hôpital de l'Océan a été rebaptisée avenue Docteur A. Depage (Dokter A. Depagelaan) ;
- à Calais, l'impasse du docteur Antoine Depage.

Monument à Antoine Depage à la place Georges Brugmann
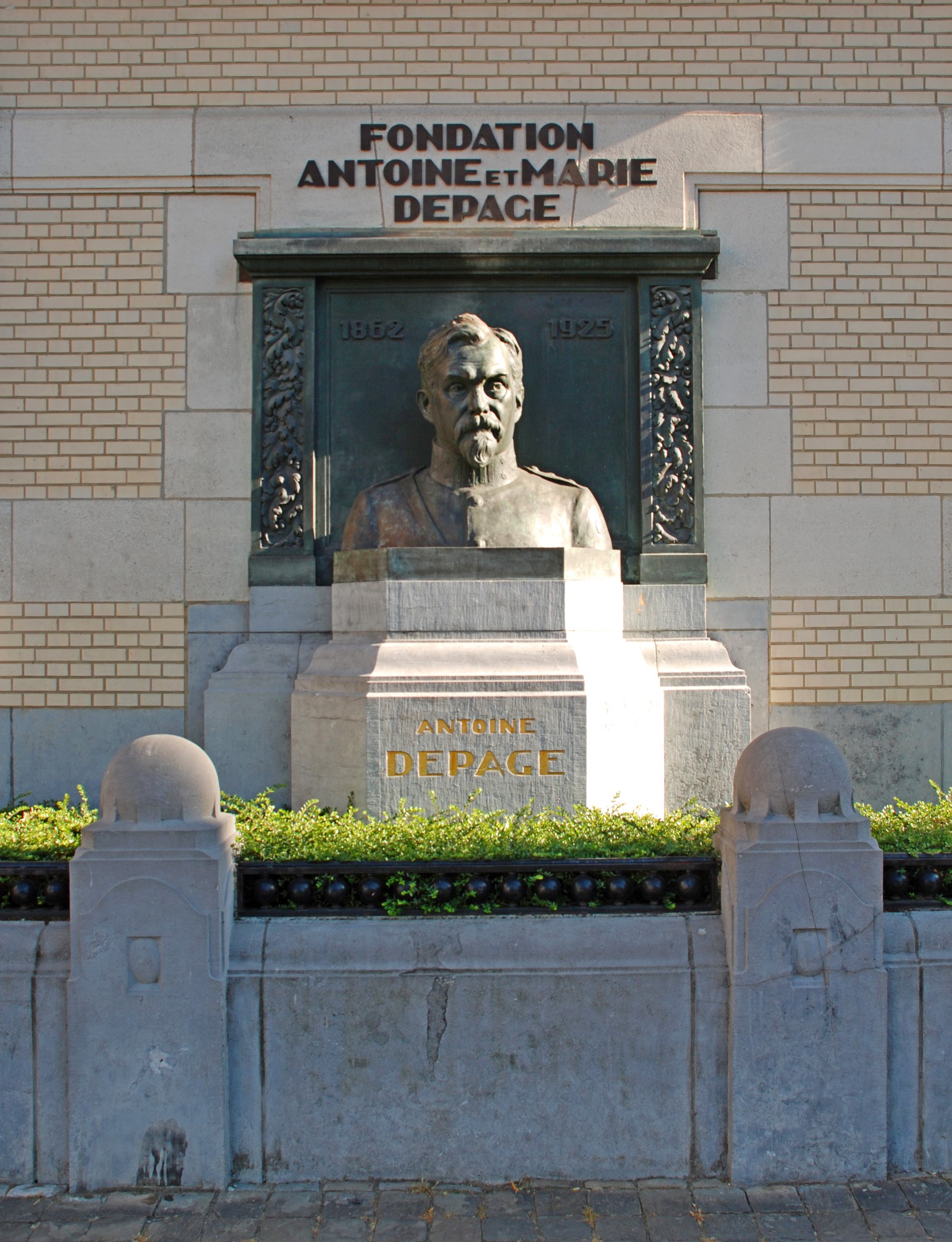
Vue d'ensemble.
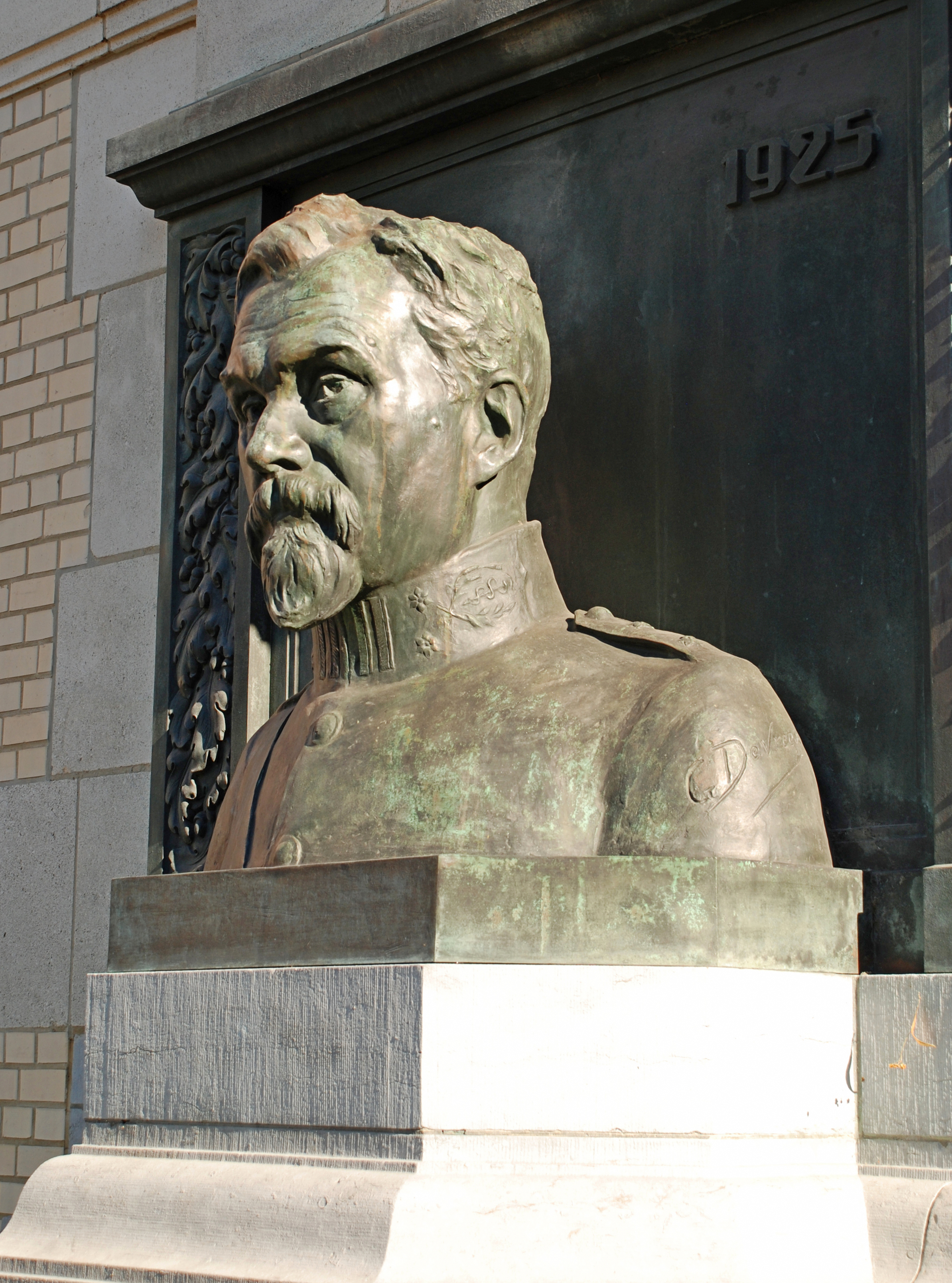
Buste en bronze.
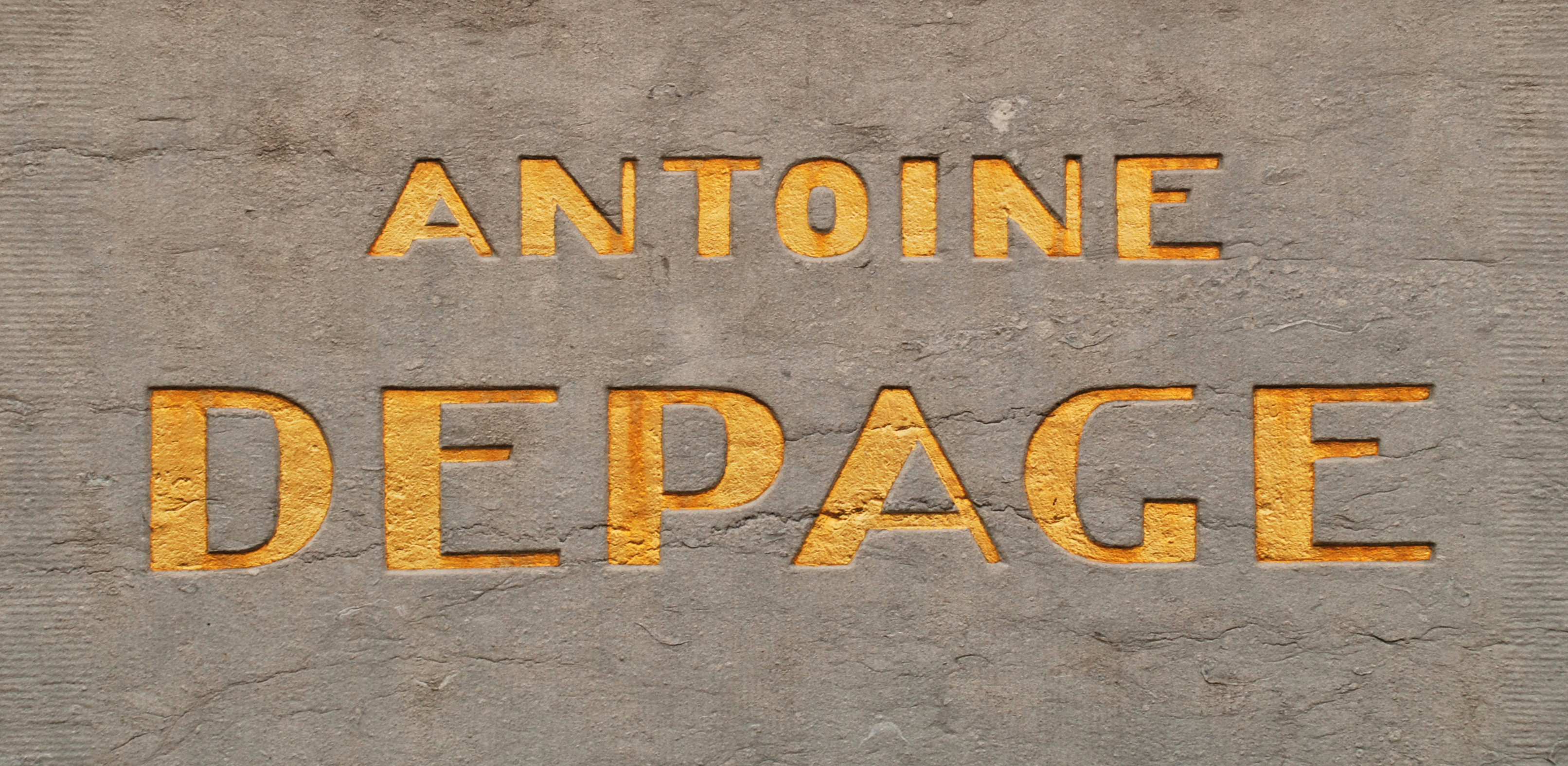
Inscription dorée.